# Berthold Steines
Berthold Steines (República Federal Alemana, 30 de diciembre de 1929-21 de septiembre de 1998) fue un atleta alemán especializado en la prueba de 110 m vallas, en la que consiguió ser medallista de bronce europeo en 1954.

## Carrera deportiva
En el Campeonato Europeo de Atletismo de 1954 ganó la medalla de bronce en los 110 m vallas, llegando a meta en un tiempo de 14.7 segundos, tras el soviético Yevgeniy Bulanchik (oro con 14.4 segundos) y el británico John Parker (plata con 14.6 segundos).